# Усов, Александр Васильевич (хоккеист)
Александр Васильевич Усов (род. 2 января 1948) — советский хоккеист, нападающий.

## Биография
Воспитанник горьковского «Торпедо». Дебютировал в сезоне 1966/67 в команде класса «Б» «Горняк» Рудный, со следующего сезона — в «Автомобилисте» Алма-Ата. По ходу сезона 1970/71 стал играть за другую команду второй лиги — СКА Новосибирск. С сезона 1972/73 выступал за клуб высшей лиги «Торпедо» Горький. В начале сезона 1975/76 перешёл в клуб первой лиги «Ижсталь» Ижевск. Завершал карьеру в «Шахтёре» Прокопьевск (1979/80 — 1980/81).